# Élections départementales de 2021 dans l'Ain
Les élections départementales dans l'Ain ont lieu les 20 et 27 juin 2021.

## Contexte départemental

### Assemblée départementale sortante
Avant les élections, le Conseil départemental de l'Ain est présidé par Jean Deguerry (LR). 
Il comprend 46 conseillers départementaux issus des 23 cantons de Ain. 
| Président du Conseil départemental   |       |       |      |                              |
| Jean Deguerry (LR)                   |       |       |      |                              |
| Parti                                | Sigle | Sigle | Élus | Groupes                      |
| Majorité (42 sièges)                 |       |       |      |                              |
| Les Républicains                     |       | LR    | 24   | L'Ain de toutes nos forces   |
| Divers droite                        |       | DVD   | 10   | L'Ain de toutes nos forces   |
| Union des démocrates et indépendants |       | UDI   | 8    | L'Ain de toutes nos forces   |
| Opposition (4 sièges)                |       |       |      |                              |
| Parti socialiste                     |       | PS    | 2    | Utiles pour vous, pour L'Ain |
| La République en marche              |       | LREM  | 1    | Utiles pour vous, pour L'Ain |
| Divers gauche                        |       | DVG   | 1    | Non-inscrit                  |

## Système électoral
Les élections ont lieu au scrutin majoritaire binominal à deux tours. Le système est paritaire : les candidatures sont présentées sous la forme d'un binôme composé d'une femme et d'un homme avec leurs suppléants (une femme et un homme également).
Pour être élu au premier tour, un binôme doit obtenir la majorité absolue des suffrages exprimés et un nombre de suffrages au moins égal à 25 % des électeurs inscrits. Si aucun binôme n'est élu au premier tour, seuls peuvent se présenter au second tour les binômes qui ont obtenu un nombre de suffrages au moins égal à 12,5 % des électeurs inscrits, sans possibilité pour les binômes de fusionner. Est élu au second tour le binôme qui obtient le plus grand nombre de voix.

## Alliances et candidatures

### «L'Ain pour tous - écologie et solidarité»
Parties divisées aux élections précédentes, le Parti socialiste, Europe Écologie les Verts, le Parti communiste français et des non encartés divers gauche se rassemblent pour proposer des candidats dans 16 cantons (pas de binôme sur les cantons de Ambérieu-en-Bugey, Châtillon-sur-Chalaronne, Lagnieu, Nantua, Oyonnax, Pont-d’Ain, Replonges).

### «L'Ain de toutes nos forces»
La majorité départementale de droite et du centre est présente sur tous les cantons de l'Ain.

### Rassemblement national
Le Rassemblement national annonce présenter des binômes dans 21 des 23 cantons.

## Résultats à l'échelle du département

### Résultats par nuances
| Binômes                  | Binômes                             | Binômes                  | Premier tour | Premier tour | Premier tour | Second tour | Second tour | Second tour | Total | +/-           |
| Binômes                  | Binômes                             | Binômes                  | Voix         | %            | Sièges       | Voix        | %           | Sièges      | Total | +/-           |
| ------------------------ | ----------------------------------- | ------------------------ | ------------ | ------------ | ------------ | ----------- | ----------- | ----------- | ----- | ------------- |
|                          | Union au centre et à droite         | UCD                      | 39 933       | 31,24        | 2            | 46 051      | 37,64       | 26          | 28    | Nv.           |
|                          | Rassemblement national              | RN                       | 20 626       | 16,13        | 0            | 7 559       | 6,18        | 0           | 0     | en stagnation |
|                          | Union à droite                      | UD                       | 16 378       | 12,81        | 0            | 17 810      | 14,56       | 8           | 8     | 32            |
|                          | Union à gauche avec des écologistes | UGE                      | 14 627       | 11,44        | 0            | 15 611      | 12,76       | 0           | 0     | Nv.           |
|                          | Divers gauche                       | DVG                      | 8 187        | 6,40         | 0            | 7 374       | 6,03        | 2           | 2     | 2             |
|                          | Union à gauche                      | UG                       | 5 655        | 4,42         | 0            | 6 400       | 5,23        | 2           | 2     | 2             |
|                          | Divers droite                       | DVD                      | 4 849        | 3,79         | 0            | 7 565       | 6,18        | 4           | 4     | 4             |
|                          | Divers                              | DIV                      | 3 935        | 3,08         | 0            | 5 063       | 4,14        | 0           | 0     | en stagnation |
|                          | Les Républicains                    | LR                       | 3 422        | 2,68         | 0            | 5 258       | 4,30        | 2           | 2     | en stagnation |
|                          | Union d'extrême droite              | UXD                      | 3 363        | 2,63         | 0            | 802         | 0,66        | 0           | 0     | Nv.           |
|                          | Parti socialiste                    | SOC                      | 2 295        | 1,80         | 0            | 2 853       | 2,33        | 0           | 0     | en stagnation |
|                          | Union au centre                     | UC                       | 1 289        | 1,01         | 0            |             |             |             | 0     | Nv.           |
|                          | Union au centre et à gauche         | UCG                      | 1 247        | 0,98         | 0            | 0           | Nv.         |             |       |               |
|                          | Parti communiste français           | COM                      | 999          | 0,78         | 0            | 0           | Nv.         |             |       |               |
|                          | Divers centre                       | DVC                      | 885          | 0,69         | 0            | 0           | Nv.         |             |       |               |
|                          | Droite souverainiste                | DSV                      | 153          | 0,12         | 0            | 0           | Nv.         |             |       |               |
|                          |                                     |                          |              |              |              |             |             |             |       |               |
| Suffrages exprimés       | Suffrages exprimés                  | Suffrages exprimés       | 127 843      | 95,66        |              | 122 346     | 93,97       |             |       |               |
| Votes blancs             | Votes blancs                        | Votes blancs             | 4 003        | 3,00         | 5 585        | 4,29        |             |             |       |               |
| Votes nuls               | Votes nuls                          | Votes nuls               | 1 797        | 1,34         | 2 265        | 1,74        |             |             |       |               |
| Total                    | Total                               | Total                    | 133 643      | 100          | 2            | 130 196     | 100         | 44          | 46    | en stagnation |
| Abstentions              | Abstentions                         | Abstentions              | 290 858      | 68,52        |              | 278 799     | 68,17       |             |       |               |
| Inscrits / participation | Inscrits / participation            | Inscrits / participation | 424 501      | 31,48        | 408 995      | 31,83       |             |             |       |               |

### Assemblée départementale élue
| Président du Conseil départemental   |       |       |      |                            |
| Jean Deguerry (LR)                   |       |       |      |                            |
| Parti                                | Sigle | Sigle | Élus | Groupes                    |
| Majorité (42 sièges)                 |       |       |      |                            |
| Les Républicains                     |       | LR    | 25   | L'Ain de toutes nos forces |
| Divers droite                        |       | DVD   | 11   | L'Ain de toutes nos forces |
| Union des démocrates et indépendants |       | UDI   | 6    | L'Ain de toutes nos forces |
| Opposition (4 sièges)                |       |       |      |                            |
| Parti socialiste                     |       | PS    | 2    | L'Ain pour tous            |
| Divers gauche                        |       | DVG   | 2    | L'Ain pour tous            |

### Élus par canton
| Canton                   | Conseiller Sortant        | Parti | Parti | Conseiller Élu            | Parti | Parti |
| ------------------------ | ------------------------- | ----- | ----- | ------------------------- | ----- | ----- |
| Ambérieu-en-Bugey        | Sandrine Castellano       |       | UDI   | Aurélie Petit             |       | LR    |
| Ambérieu-en-Bugey        | Christophe Fortin         |       | LR    | Joël Brunet               |       | LR    |
| Attignat                 | Clotilde Fournier         |       | DVD   | Clotilde Fournier         |       | DVD   |
| Attignat                 | Walter Martin             |       | LR    | Walter Martin             |       | LR    |
| Belley                   | Jean-Yves Hédon           |       | LR    | Jean-Yves Hédon           |       | LR    |
| Belley                   | Carène Tardy              |       | LR    | Aurélie Borel             |       | LR    |
| Bourg-en-Bresse-1        | Hélène Maréchal           |       | LR    | Hélène Maréchal           |       | LR    |
| Bourg-en-Bresse-1        | Bernard Perret            |       | DVD   | Alexis Morand             |       | LR    |
| Bourg-en-Bresse-2        | Hélène Cedileau           |       | DVD   | Hélène Cedileau           |       | DVD   |
| Bourg-en-Bresse-2        | Pierre Lurin              |       | LR    | Pierre Lurin              |       | LR    |
| Ceyzériat                | Jean-Yves Flochon         |       | LR    | Jean-Yves Flochon         |       | LR    |
| Ceyzériat                | Martine Tabouret          |       | DVD   | Martine Tabouret          |       | DVD   |
| Châtillon-sur-Chalaronne | Roland Bernigaud          |       | UDI   | Patricia Chmara           |       | DVD   |
| Châtillon-sur-Chalaronne | Muriel Luga-Giraud        |       | UDI   | Patrick Mathias           |       | LR    |
| Gex                      | Véronique Baude           |       | LR    | Véronique Baude           |       | LR    |
| Gex                      | Gérard Paoli              |       | UDI   | Gérard Paoli              |       | UDI   |
| Lagnieu                  | Charles de La Verpillière |       | LR    | Charles de La Verpillière |       | LR    |
| Lagnieu                  | Viviane Vaudray           |       | DVD   | Viviane Vaudray           |       | DVD   |
| Meximieux                | Romain Daubié             |       | LR    | Romain Daubié             |       | LR    |
| Meximieux                | Élisabeth Laroche         |       | LR    | Élisabeth Laroche         |       | LR    |
| Miribel                  | Jean-Pierre Gaitet        |       | LR    | Jean-Pierre Gaitet        |       | LR    |
| Miribel                  | Caroline Terrier          |       | LR    | Caroline Terrier          |       | LR    |
| Nantua                   | Jean Deguerry             |       | LR    | Jean Deguerry             |       | LR    |
| Nantua                   | Natacha Lorillard         |       | LR    | Natacha Lorillard         |       | LR    |
| Oyonnax                  | Liliane Maissiat          |       | LR    | Carmen Flore              |       | DVD   |
| Oyonnax                  | Michel Perraud            |       | UDI   | Michel Perraud            |       | UDI   |
| Plateau d'Hauteville     | Philippe Émin             |       | LR    | Philippe Émin             |       | LR    |
| Plateau d'Hauteville     | Annie Meuriau             |       | DVD   | Annie Meuriau             |       | DVD   |
| Pont-d'Ain               | Damien Abad               |       | LR    | Damien Abad               |       | LR    |
| Pont-d'Ain               | Marie-Christine Chapel    |       | DVD   | Marie-Christine Chapel    |       | DVD   |
| Replonges                | Guy Billoudet             |       | LR    | Guy Billoudet             |       | LR    |
| Replonges                | Valérie Guyon             |       | DVD   | Valérie Guyon             |       | DVD   |
| Saint-Étienne-du-Bois    | Alain Chapuis             |       | DVD   | Alain Chapuis             |       | DVD   |
| Saint-Étienne-du-Bois    | Catherine Journet         |       | DVD   | Catherine Journet         |       | DVD   |
| Saint-Genis-Pouilly      | Aurélie Charillon         |       | LR    | Aurélie Charillon         |       | LR    |
| Saint-Genis-Pouilly      | Daniel Raphoz             |       | UDI   | Pierre-Marie Phillips     |       | UDI   |
| Thoiry                   | Muriel Bénier             |       | LR    | Muriel Bénier             |       | LR    |
| Thoiry                   | Michel Brulhart           |       | LR    | Michel Brulhart           |       | LR    |
| Trévoux                  | Nathalie Barde            |       | UDI   | Nathalie Barde            |       | UDI   |
| Trévoux                  | Marc Pechoux              |       | LR    | Marc Pechoux              |       | LR    |
| Valserhône               | Myriam Bouvet-Multon      |       | LREM  | Anne-Laure Olliet         |       | DVG   |
| Valserhône               | Guy Larmanjat             |       | DVG   | Guy Larmanjat             |       | DVG   |
| Villars-les-Dombes       | Henri Cormorèche          |       | UDI   | Henri Cormorèche          |       | UDI   |
| Villars-les-Dombes       | Brigitte Coulon           |       | LR    | Alexandrine Butillon      |       | UDI   |
| Vonnas                   | Christophe Greffet        |       | PS    | Christophe Greffet        |       | PS    |
| Vonnas                   | Mireille Louis            |       | PS    | Mireille Louis            |       | PS    |

## Résultats par canton
Les binômes sont présentés par ordre décroissant des résultats au premier tour. En cas de victoire au second tour du binôme arrivé en deuxième place au premier, ses résultats sont indiqués en gras. 

### Canton d'Ambérieu-en-Bugey
| Candidats                | Candidats                | Partis                   | Nuance                   | Premier tour | Premier tour | Second tour | Second tour |
| Candidats                | Candidats                | Partis                   | Nuance                   | Voix         | %            | Voix        | %           |
| ------------------------ | ------------------------ | ------------------------ | ------------------------ | ------------ | ------------ | ----------- | ----------- |
|                          | Joël Brunet              | LR                       | DVD                      | 1 983        | 31,93        | 3 772       | 65,07       |
|                          | Aurélie Petit            | LR                       | DVD                      | 1 983        | 31,93        | 3 772       | 65,07       |
|                          | Fabrice Pereyron         | PCF                      | UG                       | 1 552        | 24,99        | 2 025       | 34,93       |
|                          | Marie-Céline Ray         | LFI                      | UG                       | 1 552        | 24,99        | 2 025       | 34,93       |
|                          | Christophe Fortin        | LR                       | UCD                      | 1 348        | 21,70        |             |             |
|                          | Sylvie Sonnery           | DVD                      | UCD                      | 1 348        | 21,70        |             |             |
|                          | Anthony Gaudillière      | RN                       | RN                       | 1 328        | 21,38        |             |             |
|                          | Joëlle Gobbi             | RN                       | RN                       | 1 328        | 21,38        |             |             |
|                          |                          |                          |                          |              |              |             |             |
| Suffrages exprimés       | Suffrages exprimés       | Suffrages exprimés       | Suffrages exprimés       | 6 211        | 95,66        | 5 797       | 91,68       |
| Votes blancs             | Votes blancs             | Votes blancs             | Votes blancs             | 185          | 2,85         | 362         | 5,73        |
| Votes nuls               | Votes nuls               | Votes nuls               | Votes nuls               | 97           | 1,49         | 164         | 2,59        |
| Total                    | Total                    | Total                    | Total                    | 6 493        | 100          | 6 323       | 100         |
| Abstention               | Abstention               | Abstention               | Abstention               | 13 028       | 66,74        | 13 208      | 67,63       |
| Inscrits / participation | Inscrits / participation | Inscrits / participation | Inscrits / participation | 19 521       | 33,26        | 19 531      | 32,37       |

### Canton d'Attignat
| Candidats                | Candidats                | Partis                   | Nuance                   | Premier tour | Premier tour | Second tour | Second tour |
| Candidats                | Candidats                | Partis                   | Nuance                   | Voix         | %            | Voix        | %           |
| ------------------------ | ------------------------ | ------------------------ | ------------------------ | ------------ | ------------ | ----------- | ----------- |
|                          | Clotilde Fournier        | DVD                      | UCD                      | 2 961        | 52,74        | 3 938       | 66,76       |
|                          | Walter Martin            | LR                       | UCD                      | 2 961        | 52,74        | 3 938       | 66,76       |
|                          | Nadine Bozonnet          | DVG                      | UGE                      | 1 596        | 28,43        | 1 961       | 33,24       |
|                          | Jean-Yves Brevet         | DVG                      | UGE                      | 1 596        | 28,43        | 1 961       | 33,24       |
|                          | Marie-Françoise Ricard   | RN                       | RN                       | 1 057        | 18,83        |             |             |
|                          | Éric Veil                | RN                       | RN                       | 1 057        | 18,83        |             |             |
|                          |                          |                          |                          |              |              |             |             |
| Suffrages exprimés       | Suffrages exprimés       | Suffrages exprimés       | Suffrages exprimés       | 5 614        | 96,74        | 5 899       | 94,23       |
| Votes blancs             | Votes blancs             | Votes blancs             | Votes blancs             | 123          | 2,12         | 248         | 3,96        |
| Votes nuls               | Votes nuls               | Votes nuls               | Votes nuls               | 66           | 1,14         | 113         | 1,81        |
| Total                    | Total                    | Total                    | Total                    | 5 803        | 100          | 6 260       | 100         |
| Abstention               | Abstention               | Abstention               | Abstention               | 12 364       | 68,06        | 11 907      | 65,54       |
| Inscrits / participation | Inscrits / participation | Inscrits / participation | Inscrits / participation | 18 167       | 31,94        | 18 167      | 34,46       |

### Canton de Belley
| Candidats                | Candidats                | Partis                   | Nuance                   | Premier tour | Premier tour | Second tour | Second tour |
| Candidats                | Candidats                | Partis                   | Nuance                   | Voix         | %            | Voix        | %           |
| ------------------------ | ------------------------ | ------------------------ | ------------------------ | ------------ | ------------ | ----------- | ----------- |
|                          | Aurélie Borel            | LR                       | UD                       | 3 058        | 50,08        | 3 792       | 64,35       |
|                          | Jean-Yves Hédon          | LR                       | UD                       | 3 058        | 50,08        | 3 792       | 64,35       |
|                          | Pascale Guillon          | DVG                      | UGE                      | 1 917        | 31,40        | 2 101       | 35,65       |
|                          | Alain Pasqualin          | DVG                      | UGE                      | 1 917        | 31,40        | 2 101       | 35,65       |
|                          | Géraldine Cendre         | RN                       | UXD                      | 1 131        | 18,52        |             |             |
|                          | Michel Mazzella          | RN                       | UXD                      | 1 131        | 18,52        |             |             |
|                          |                          |                          |                          |              |              |             |             |
| Suffrages exprimés       | Suffrages exprimés       | Suffrages exprimés       | Suffrages exprimés       | 6 106        | 95,86        | 5 893       | 94,08       |
| Votes blancs             | Votes blancs             | Votes blancs             | Votes blancs             | 189          | 2,97         | 258         | 4,12        |
| Votes nuls               | Votes nuls               | Votes nuls               | Votes nuls               | 75           | 1,18         | 113         | 1,80        |
| Total                    | Total                    | Total                    | Total                    | 6 370        | 100          | 6 264       | 100         |
| Abstention               | Abstention               | Abstention               | Abstention               | 11 688       | 64,72        | 11 799      | 65,32       |
| Inscrits / participation | Inscrits / participation | Inscrits / participation | Inscrits / participation | 18 058       | 35,28        | 18 063      | 34,68       |

### Canton de Bourg-en-Bresse-1
| Candidats                | Candidats                | Partis                   | Nuance                   | Premier tour | Premier tour | Second tour | Second tour |
| Candidats                | Candidats                | Partis                   | Nuance                   | Voix         | %            | Voix        | %           |
| ------------------------ | ------------------------ | ------------------------ | ------------------------ | ------------ | ------------ | ----------- | ----------- |
|                          | Hélène Maréchal-Bertrand | LR                       | UCD                      | 2 530        | 44,55        | 3 485       | 54,99       |
|                          | Alexis Morand            | LR                       | UCD                      | 2 530        | 44,55        | 3 485       | 54,99       |
|                          | Françoise Courtine       | DVG                      | SOC                      | 2 295        | 40,41        | 2 853       | 45,01       |
|                          | Andy Nkundikije          | PS                       | SOC                      | 2 295        | 40,41        | 2 853       | 45,01       |
|                          | Maryse Pédenon           | RN                       | UXD                      | 854          | 15,04        |             |             |
|                          | Stéphane Ribéron         | RN                       | UXD                      | 854          | 15,04        |             |             |
|                          |                          |                          |                          |              |              |             |             |
| Suffrages exprimés       | Suffrages exprimés       | Suffrages exprimés       | Suffrages exprimés       | 5 679        | 96,99        | 6 338       | 96,07       |
| Votes blancs             | Votes blancs             | Votes blancs             | Votes blancs             | 114          | 1,95         | 163         | 2,47        |
| Votes nuls               | Votes nuls               | Votes nuls               | Votes nuls               | 62           | 1,06         | 96          | 1,46        |
| Total                    | Total                    | Total                    | Total                    | 5 855        | 100          | 6 597       | 100         |
| Abstention               | Abstention               | Abstention               | Abstention               | 14 151       | 70,73        | 13 408      | 67,02       |
| Inscrits / participation | Inscrits / participation | Inscrits / participation | Inscrits / participation | 20 006       | 29,27        | 20 005      | 32,98       |

### Canton de Bourg-en-Bresse-2
| Candidats                | Candidats                  | Partis                   | Nuance                   | Premier tour | Premier tour | Second tour | Second tour |
| Candidats                | Candidats                  | Partis                   | Nuance                   | Voix         | %            | Voix        | %           |
| ------------------------ | -------------------------- | ------------------------ | ------------------------ | ------------ | ------------ | ----------- | ----------- |
|                          | Patrick Bouvard            | DVG                      | UGE                      | 2 541        | 44,61        | 2 948       | 48,11       |
|                          | Isabelle Maistre           | EÉLV                     | UGE                      | 2 541        | 44,61        | 2 948       | 48,11       |
|                          | Hélène Cédileau            | DVD                      | UCD                      | 2 323        | 40,78        | 3 179       | 51,89       |
|                          | Pierre Lurin               | LR                       | UCD                      | 2 323        | 40,78        | 3 179       | 51,89       |
|                          | Chantal Pallard            | RN                       | RN                       | 832          | 14,61        |             |             |
|                          | Frédéric Tournier-Colletta | RN                       | RN                       | 832          | 14,61        |             |             |
|                          |                            |                          |                          |              |              |             |             |
| Suffrages exprimés       | Suffrages exprimés         | Suffrages exprimés       | Suffrages exprimés       | 5 696        | 97,14        | 6 127       | 96,20       |
| Votes blancs             | Votes blancs               | Votes blancs             | Votes blancs             | 109          | 1,86         | 154         | 2,42        |
| Votes nuls               | Votes nuls                 | Votes nuls               | Votes nuls               | 59           | 1,01         | 88          | 1,38        |
| Total                    | Total                      | Total                    | Total                    | 5 864        | 100          | 6 369       | 100         |
| Abstention               | Abstention                 | Abstention               | Abstention               | 11 766       | 66,74        | 11 263      | 63,88       |
| Inscrits / participation | Inscrits / participation   | Inscrits / participation | Inscrits / participation | 17 630       | 33,26        | 17 632      | 36,12       |

### Canton de Ceyzériat
| Candidats                | Candidats                 | Partis                   | Nuance                   | Premier tour | Premier tour | Second tour | Second tour |
| Candidats                | Candidats                 | Partis                   | Nuance                   | Voix         | %            | Voix        | %           |
| ------------------------ | ------------------------- | ------------------------ | ------------------------ | ------------ | ------------ | ----------- | ----------- |
|                          | Jean-Yves Flochon         | LR                       | UD                       | 3 037        | 47,33        | 4 043       | 64,98       |
|                          | Martine Tabouret          | DVD                      | UD                       | 3 037        | 47,33        | 4 043       | 64,98       |
|                          | Sonia Debias Saïd         | DVG                      | DVG                      | 1 973        | 30,75        | 2 179       | 35,02       |
|                          | Éric Thomas               | DVG                      | DVG                      | 1 973        | 30,75        | 2 179       | 35,02       |
|                          | Jérôme Buisson            | RN                       | RN                       | 1 407        | 21,93        |             |             |
|                          | Brigitte Piroux-Giannotti | RN                       | RN                       | 1 407        | 21,93        |             |             |
|                          |                           |                          |                          |              |              |             |             |
| Suffrages exprimés       | Suffrages exprimés        | Suffrages exprimés       | Suffrages exprimés       | 6 417        | 96,61        | 6 222       | 94,63       |
| Votes blancs             | Votes blancs              | Votes blancs             | Votes blancs             | 133          | 2,00         | 240         | 3,65        |
| Votes nuls               | Votes nuls                | Votes nuls               | Votes nuls               | 92           | 1,39         | 113         | 1,72        |
| Total                    | Total                     | Total                    | Total                    | 6 642        | 100          | 6 575       | 100         |
| Abstention               | Abstention                | Abstention               | Abstention               | 12 579       | 65,44        | 12 656      | 65,81       |
| Inscrits / participation | Inscrits / participation  | Inscrits / participation | Inscrits / participation | 19 221       | 33,39        | 19 231      | 34,19       |

### Canton de Châtillon-sur-Chalaronne
| Candidats                | Candidats                | Partis                   | Nuance                   | Premier tour | Premier tour | Second tour | Second tour |
| Candidats                | Candidats                | Partis                   | Nuance                   | Voix         | %            | Voix        | %           |
| ------------------------ | ------------------------ | ------------------------ | ------------------------ | ------------ | ------------ | ----------- | ----------- |
|                          | Patricia Chmara          | DVD                      | UCD                      | 2 803        | 43,77        | 3 895       | 63,90       |
|                          | Patrick Mathias          | LR                       | UCD                      | 2 803        | 43,77        | 3 895       | 63,90       |
|                          | Olivier Fromont          | DVG                      | DIV                      | 1 871        | 29,22        | 2 200       | 36,10       |
|                          | Sonia Peri               | DVG                      | DIV                      | 1 871        | 29,22        | 2 200       | 36,10       |
|                          | Blanche Chaussat         | RN                       | RN                       | 1 730        | 27,01        |             |             |
|                          | Jean-Pierre Vergnault    | RN                       | RN                       | 1 730        | 27,01        |             |             |
|                          |                          |                          |                          |              |              |             |             |
| Suffrages exprimés       | Suffrages exprimés       | Suffrages exprimés       | Suffrages exprimés       | 6 404        | 96,30        | 6 095       | 92,95       |
| Votes blancs             | Votes blancs             | Votes blancs             | Votes blancs             | 175          | 2,63         | 367         | 5,60        |
| Votes nuls               | Votes nuls               | Votes nuls               | Votes nuls               | 71           | 1,07         | 95          | 1,45        |
| Total                    | Total                    | Total                    | Total                    | 6 650        | 100          | 6 557       | 100         |
| Abstention               | Abstention               | Abstention               | Abstention               | 15 345       | 69,77        | 15 440      | 70,19       |
| Inscrits / participation | Inscrits / participation | Inscrits / participation | Inscrits / participation | 21 995       | 29,12        | 21 997      | 29,81       |

### Canton de Gex
| Candidats                | Candidats                | Partis                   | Nuance                   | Premier tour | Premier tour | Second tour | Second tour |
| Candidats                | Candidats                | Partis                   | Nuance                   | Voix         | %            | Voix        | %           |
| ------------------------ | ------------------------ | ------------------------ | ------------------------ | ------------ | ------------ | ----------- | ----------- |
|                          | Véronique Baude          | LR                       | UCD                      | 2 459        | 54,07        | 2 901       | 62,87       |
|                          | Gérard Paoli             | UDI                      | UCD                      | 2 459        | 54,07        | 2 901       | 62,87       |
|                          | François Baillon         | EÉLV                     | UGE                      | 1 559        | 34,28        | 1 713       | 37,13       |
|                          | Céline Carle Faye        | EÉLV                     | UGE                      | 1 559        | 34,28        | 1 713       | 37,13       |
|                          | Florian Lapalus          | RN                       | UXD                      | 530          | 11,65        |             |             |
|                          | Marie-France Masnada     | RN                       | UXD                      | 530          | 11,65        |             |             |
|                          |                          |                          |                          |              |              |             |             |
| Suffrages exprimés       | Suffrages exprimés       | Suffrages exprimés       | Suffrages exprimés       | 4 548        | 97,60        | 4 614       | 97,01       |
| Votes blancs             | Votes blancs             | Votes blancs             | Votes blancs             | 68           | 1,46         | 102         | 2,14        |
| Votes nuls               | Votes nuls               | Votes nuls               | Votes nuls               | 44           | 0,94         | 40          | 0,84        |
| Total                    | Total                    | Total                    | Total                    | 4 660        | 100          | 4 756       | 100         |
| Abstention               | Abstention               | Abstention               | Abstention               | 13 297       | 74,05        | 13 203      | 73,52       |
| Inscrits / participation | Inscrits / participation | Inscrits / participation | Inscrits / participation | 17 957       | 25,33        | 17 959      | 26,48       |

### Canton de Lagnieu
| Candidats                | Candidats                 | Partis                   | Nuance                   | Premier tour | Premier tour | Second tour | Second tour |
| Candidats                | Candidats                 | Partis                   | Nuance                   | Voix         | %            | Voix        | %           |
| ------------------------ | ------------------------- | ------------------------ | ------------------------ | ------------ | ------------ | ----------- | ----------- |
|                          | Charles de La Verpillière | LR                       | UD                       | 4 711        | 62,13        | 5 508       | 76,59       |
|                          | Viviane Vaudray           | DVD                      | UD                       | 4 711        | 62,13        | 5 508       | 76,59       |
|                          | Isabel Durante            | RN                       | RN                       | 1 625        | 21,43        | 1 684       | 23,41       |
|                          | Edmond Marqueyrol         | RN                       | RN                       | 1 625        | 21,43        | 1 684       | 23,41       |
|                          | Myriam Boucebha           | DVG                      | UCG                      | 1 247        | 16,44        |             |             |
|                          | Walter Cosenza            | LREM                     | UCG                      | 1 247        | 16,44        |             |             |
|                          |                           |                          |                          |              |              |             |             |
| Suffrages exprimés       | Suffrages exprimés        | Suffrages exprimés       | Suffrages exprimés       | 7 583        | 94,69        | 7 192       | 91,99       |
| Votes blancs             | Votes blancs              | Votes blancs             | Votes blancs             | 320          | 4,00         | 487         | 6,23        |
| Votes nuls               | Votes nuls                | Votes nuls               | Votes nuls               | 105          | 1,31         | 139         | 1,78        |
| Total                    | Total                     | Total                    | Total                    | 8 008        | 100          | 7 818       | 100         |
| Abstention               | Abstention                | Abstention               | Abstention               | 16 571       | 67,42        | 16 766      | 68,20       |
| Inscrits / participation | Inscrits / participation  | Inscrits / participation | Inscrits / participation | 24 579       | 30,85        | 24 584      | 31,80       |

### Canton de Meximieux
| Candidats                | Candidats                | Partis                   | Nuance                   | Premier tour | Premier tour | Second tour | Second tour |
| Candidats                | Candidats                | Partis                   | Nuance                   | Voix         | %            | Voix        | %           |
| ------------------------ | ------------------------ | ------------------------ | ------------------------ | ------------ | ------------ | ----------- | ----------- |
|                          | Romain Daubié            | LR                       | LR                       | 2 881        | 42,62        | 4 712       | 76,22       |
|                          | Elisabeth Laroche        | LR                       | LR                       | 2 881        | 42,62        | 4 712       | 76,22       |
|                          | Émilie Grimand           | RN                       | RN                       | 1 361        | 20,13        | 1 470       | 23,78       |
|                          | Juan Sanchez             | RN                       | RN                       | 1 361        | 20,13        | 1 470       | 23,78       |
|                          | Fatna Bouzidi            | EÉLV                     | UGE                      | 1 239        | 18,33        |             |             |
|                          | Paul Vernay              | EÉLV                     | UGE                      | 1 239        | 18,33        |             |             |
|                          | Béatrice Baghdassarian   | DVC                      | DVC                      | 885          | 13,09        |             |             |
|                          | Samir Habi               | DVC                      | DVC                      | 885          | 13,09        |             |             |
|                          | Albert Belthier          | LFI                      | UG                       | 394          | 5,83         |             |             |
|                          | Sylviane Thiebault       | LFI                      | UG                       | 394          | 5,83         |             |             |
|                          |                          |                          |                          |              |              |             |             |
| Suffrages exprimés       | Suffrages exprimés       | Suffrages exprimés       | Suffrages exprimés       | 6 760        | 97,39        | 6 182       | 90,24       |
| Votes blancs             | Votes blancs             | Votes blancs             | Votes blancs             | 118          | 1,70         | 515         | 2,33        |
| Votes nuls               | Votes nuls               | Votes nuls               | Votes nuls               | 63           | 0,91         | 154         | 2,25        |
| Total                    | Total                    | Total                    | Total                    | 6 941        | 100          | 6 851       | 100         |
| Abstention               | Abstention               | Abstention               | Abstention               | 15 180       | 68,62        | 15 275      | 69,04       |
| Inscrits / participation | Inscrits / participation | Inscrits / participation | Inscrits / participation | 22 121       | 30,56        | 22 126      | 30,96       |

### Canton de Miribel
| Candidats                | Candidats                | Partis                   | Nuance                   | Premier tour | Premier tour | Second tour | Second tour |
| Candidats                | Candidats                | Partis                   | Nuance                   | Voix         | %            | Voix        | %           |
| ------------------------ | ------------------------ | ------------------------ | ------------------------ | ------------ | ------------ | ----------- | ----------- |
|                          | Jean-Pierre Gaitet       | LR                       | UCD                      | 2 177        | 35,50        | 3 632       | 55,92       |
|                          | Caroline Terrier         | LR                       | UCD                      | 2 177        | 35,50        | 3 632       | 55,92       |
|                          | Xavier Deloche           | DVG                      | DIV                      | 2 064        | 33,65        | 2 863       | 44,08       |
|                          | Marie-Chantal Jolivet    | DVG                      | DIV                      | 2 064        | 33,65        | 2 863       | 44,08       |
|                          | Didier Girard            | RN                       | RN                       | 1 198        | 19,53        |             |             |
|                          | Anne-Marie Lachenmaeier  | RN                       | RN                       | 1 198        | 19,53        |             |             |
|                          | Grégory Garibian         | Agir                     | UCD                      | 694          | 11,32        |             |             |
|                          | Samuèle Salmon           | MoDem                    | UCD                      | 694          | 11,32        |             |             |
|                          |                          |                          |                          |              |              |             |             |
| Suffrages exprimés       | Suffrages exprimés       | Suffrages exprimés       | Suffrages exprimés       | 6 133        | 96,08        | 6 495       | 95,54       |
| Votes blancs             | Votes blancs             | Votes blancs             | Votes blancs             | 147          | 2,30         | 199         | 2,93        |
| Votes nuls               | Votes nuls               | Votes nuls               | Votes nuls               | 103          | 1,61         | 104         | 1,53        |
| Total                    | Total                    | Total                    | Total                    | 6 383        | 100          | 6 798       | 100         |
| Abstention               | Abstention               | Abstention               | Abstention               | 14 239       | 69,05        | 13 831      | 67,05       |
| Inscrits / participation | Inscrits / participation | Inscrits / participation | Inscrits / participation | 20 622       | 29,74        | 20 629      | 32,95       |

### Canton de Nantua
| Candidats                | Candidats                | Partis                   | Nuance                   | Premier tour | Premier tour | Deuxième tour | Deuxième tour |
| Candidats                | Candidats                | Partis                   | Nuance                   | Voix         | %            | Voix          | %             |
| ------------------------ | ------------------------ | ------------------------ | ------------------------ | ------------ | ------------ | ------------- | ------------- |
|                          | Jean Deguerry            | LR                       | UCD                      | 3 254        | 79,33        | 3 303         | 80,46         |
|                          | Natacha Lorillard        | LR                       | UCD                      | 3 254        | 79,33        | 3 303         | 80,46         |
|                          | Frédéric Franck          | RN                       | UXD                      | 848          | 20,67        | 802           | 19,54         |
|                          | Martine Veil             | RN                       | UXD                      | 848          | 20,67        | 802           | 19,54         |
|                          |                          |                          |                          |              |              |               |               |
| Suffrages exprimés       | Suffrages exprimés       | Suffrages exprimés       | Suffrages exprimés       | 4 102        | 92,28        | 4 105         | 92,92         |
| Votes blancs             | Votes blancs             | Votes blancs             | Votes blancs             | 249          | 5,60         | 239           | 5,41          |
| Votes nuls               | Votes nuls               | Votes nuls               | Votes nuls               | 94           | 2,11         | 74            | 1,67          |
| Total                    | Total                    | Total                    | Total                    | 4 445        | 100          | 4 418         | 100           |
| Abstention               | Abstention               | Abstention               | Abstention               | 8 778        | 66,38        | 8 810         | 66,60         |
| Inscrits / participation | Inscrits / participation | Inscrits / participation | Inscrits / participation | 13 223       | 31,02        | 13 223        | 33,40         |

### Canton d'Oyonnax
| Candidats                | Candidats                | Partis                   | Nuance                   | Premier tour | Premier tour | Deuxième tour | Deuxième tour |
| Candidats                | Candidats                | Partis                   | Nuance                   | Voix         | %            | Voix          | %             |
| ------------------------ | ------------------------ | ------------------------ | ------------------------ | ------------ | ------------ | ------------- | ------------- |
|                          | Carmen Flore             | DVD                      | UCD                      | 2 193        | 76,79        | 2 212         | 75,73         |
|                          | Michel Perraud           | UDI                      | UCD                      | 2 193        | 76,79        | 2 212         | 75,73         |
|                          | Sonia Chevauchet         | PCF                      | UG                       | 663          | 23,21        | 709           | 24,27         |
|                          | Loïc Monnier             | PCF                      | UG                       | 663          | 23,21        | 709           | 24,27         |
|                          |                          |                          |                          |              |              |               |               |
| Suffrages exprimés       | Suffrages exprimés       | Suffrages exprimés       | Suffrages exprimés       | 2 856        | 86,64        | 2 921         | 90,52         |
| Votes blancs             | Votes blancs             | Votes blancs             | Votes blancs             | 209          | 6,56         | 203           | 6,29          |
| Votes nuls               | Votes nuls               | Votes nuls               | Votes nuls               | 121          | 3,80         | 103           | 3,19          |
| Total                    | Total                    | Total                    | Total                    | 3 186        | 100          | 3 227         | 100           |
| Abstention               | Abstention               | Abstention               | Abstention               | 10 680       | 77,02        | 10 605        | 76,67         |
| Inscrits / participation | Inscrits / participation | Inscrits / participation | Inscrits / participation | 13 866       | 20,60        | 13 832        | 23,33         |

### Canton de Plateau d'Hauteville
| Candidats                | Candidats                | Partis                   | Nuance                   | Premier tour | Premier tour | Second tour | Second tour |
| Candidats                | Candidats                | Partis                   | Nuance                   | Voix         | %            | Voix        | %           |
| ------------------------ | ------------------------ | ------------------------ | ------------------------ | ------------ | ------------ | ----------- | ----------- |
|                          | Philippe Emin            | LR                       | UCD                      | 2 783        | 53.25        | 3 303       | 67,38       |
|                          | Annie Meuriau            | DVD                      | UCD                      | 2 783        | 53.25        | 3 303       | 67,38       |
|                          | Michel Lejeune           | PCF                      | UGE                      | 1 382        | 26,44        | 1 599       | 32,62       |
|                          | Florence Quicot          | EÉLV                     | UGE                      | 1 382        | 26,44        | 1 599       | 32,62       |
|                          | Roger Avy                | RN                       | RN                       | 908          | 17,37        |             |             |
|                          | Nathalie Billoud         | RN                       | RN                       | 908          | 17,37        |             |             |
|                          | Grégory Fabris           | LP                       | DSV                      | 153          | 2,93         |             |             |
|                          | Julie Orlane Heberard    | LP                       | DSV                      | 153          | 2,93         |             |             |
|                          |                          |                          |                          |              |              |             |             |
| Suffrages exprimés       | Suffrages exprimés       | Suffrages exprimés       | Suffrages exprimés       | 5 226        | 95,94        | 4 902       | 94,36       |
| Votes blancs             | Votes blancs             | Votes blancs             | Votes blancs             | 152          | 2,79         | 194         | 3,73        |
| Votes nuls               | Votes nuls               | Votes nuls               | Votes nuls               | 69           | 1,27         | 99          | 1,91        |
| Total                    | Total                    | Total                    | Total                    | 5 447        | 100          | 5 195       | 100         |
| Abstention               | Abstention               | Abstention               | Abstention               | 9 781        | 64,23        | 10 031      | 65,88       |
| Inscrits / participation | Inscrits / participation | Inscrits / participation | Inscrits / participation | 15 228       | 34,32        | 15 226      | 34,12       |

### Canton de Pont-d'Ain
| Candidats                | Candidats                | Partis                   | Nuance                   | Premier tour | Premier tour |
| Candidats                | Candidats                | Partis                   | Nuance                   | Voix         | %            |
| ------------------------ | ------------------------ | ------------------------ | ------------------------ | ------------ | ------------ |
|                          | Damien Abad,             | LR                       | UCD                      | 3 974        | 78,99        |
|                          | Marie-Christine Chapel   | DVD                      | UCD                      | 3 974        | 78,99        |
|                          | Céline Blanc             | RN                       | RN                       | 1 057        | 21,01        |
|                          | Christophe Maitre        | RN                       | RN                       | 1 057        | 21,01        |
|                          |                          |                          |                          |              |              |
| Suffrages exprimés       | Suffrages exprimés       | Suffrages exprimés       | Suffrages exprimés       | 5 031        | 89,04        |
| Votes blancs             | Votes blancs             | Votes blancs             | Votes blancs             | 479          | 8,48         |
| Votes nuls               | Votes nuls               | Votes nuls               | Votes nuls               | 140          | 2,48         |
| Total                    | Total                    | Total                    | Total                    | 9 920        | 100          |
| Abstention               | Abstention               | Abstention               | Abstention               | 9 920        | 63,71        |
| Inscrits / participation | Inscrits / participation | Inscrits / participation | Inscrits / participation | 15 570       | 32,31        |

### Canton de Replonges
| Candidats                | Candidats                | Partis                   | Nuance                   | Premier tour | Premier tour | Second tour | Second tour |
| Candidats                | Candidats                | Partis                   | Nuance                   | Voix         | %            | Voix        | %           |
| ------------------------ | ------------------------ | ------------------------ | ------------------------ | ------------ | ------------ | ----------- | ----------- |
|                          | Guy Billoudet            | LR                       | UD                       | 3 861        | 59,90        | 4 467       | 73,15       |
|                          | Valérie Guyon            | DVD                      | UD                       | 3 861        | 59,90        | 4 467       | 73,15       |
|                          | Czeslawa Blaszczyk       | RN                       | RN                       | 1 586        | 24,60        | 1 640       | 26,85       |
|                          | Stéphane Fourneau        | RN                       | RN                       | 1 586        | 24,60        | 1 640       | 26,85       |
|                          | Cathy Chatelet-Robin     | PCF                      | COM                      | 999          | 15,50        |             |             |
|                          | Christian Desmaris       | PCF                      | COM                      | 999          | 15,50        |             |             |
|                          |                          |                          |                          |              |              |             |             |
| Suffrages exprimés       | Suffrages exprimés       | Suffrages exprimés       | Suffrages exprimés       | 6 446        | 93,47        | 6 107       | 89,58       |
| Votes blancs             | Votes blancs             | Votes blancs             | Votes blancs             | 319          | 4,63         | 493         | 7,23        |
| Votes nuls               | Votes nuls               | Votes nuls               | Votes nuls               | 131          | 1,90         | 217         | 3,18        |
| Total                    | Total                    | Total                    | Total                    | 6 896        | 100          | 6 817       | 100         |
| Abstention               | Abstention               | Abstention               | Abstention               | 15 511       | 69,22        | 15 602      | 69,59       |
| Inscrits / participation | Inscrits / participation | Inscrits / participation | Inscrits / participation | 22 407       | 28,77        | 22 419      | 30,41       |

### Canton de Saint-Étienne-du-Bois
| Candidats                | Candidats                | Partis                   | Nuance                   | Premier tour | Premier tour | Second tour | Second tour |
| Candidats                | Candidats                | Partis                   | Nuance                   | Voix         | %            | Voix        | %           |
| ------------------------ | ------------------------ | ------------------------ | ------------------------ | ------------ | ------------ | ----------- | ----------- |
|                          | Alain Chapuis            | DVD                      | DVD                      | 2 866        | 46,20        | 3 793       | 58,61       |
|                          | Catherine Journet        | DVD                      | DVD                      | 2 866        | 46,20        | 3 793       | 58,61       |
|                          | Benjamin Raquin          | DVG                      | DVG                      | 2 319        | 37,39        | 2 679       | 41,39       |
|                          | Monique Wiel             | DVG                      | DVG                      | 2 319        | 37,39        | 2 679       | 41,39       |
|                          | Karine Dufour            | RN                       | RN                       | 1 018        | 16,41        |             |             |
|                          | Bernard Van Den Brule    | RN                       | RN                       | 1 018        | 16,41        |             |             |
|                          |                          |                          |                          |              |              |             |             |
| Suffrages exprimés       | Suffrages exprimés       | Suffrages exprimés       | Suffrages exprimés       | 6 203        | 96,95        | 6 472       | 95,82       |
| Votes blancs             | Votes blancs             | Votes blancs             | Votes blancs             | 129          | 2,02         | 194         | 2,87        |
| Votes nuls               | Votes nuls               | Votes nuls               | Votes nuls               | 66           | 1,03         | 88          | 1,30        |
| Total                    | Total                    | Total                    | Total                    | 6 398        | 100          | 6 754       | 100         |
| Abstention               | Abstention               | Abstention               | Abstention               | 10 369       | 61,84        | 10 017      | 59,73       |
| Inscrits / participation | Inscrits / participation | Inscrits / participation | Inscrits / participation | 16 767       | 37,00        | 16 771      | 40,27       |

### Canton de Saint-Genis-Pouilly
| Candidats                | Candidats                | Partis                   | Nuance                   | Premier tour | Premier tour | Second tour | Second tour |
| Candidats                | Candidats                | Partis                   | Nuance                   | Voix         | %            | Voix        | %           |
| ------------------------ | ------------------------ | ------------------------ | ------------------------ | ------------ | ------------ | ----------- | ----------- |
|                          | Aurélie Charillon        | LR                       | UCD                      | 1 970        | 58,75        | 1 966       | 57,91       |
|                          | Pierre-Marie Philipps    | UDI                      | UCD                      | 1 970        | 58,75        | 1 966       | 57,91       |
|                          | Philippe Guiniot         | EÉLV                     | UGE                      | 1 383        | 41,25        | 1 429       | 42,09       |
|                          | Myriam Manni             | DVG                      | UGE                      | 1 383        | 41,25        | 1 429       | 42,09       |
|                          |                          |                          |                          |              |              |             |             |
| Suffrages exprimés       | Suffrages exprimés       | Suffrages exprimés       | Suffrages exprimés       | 3 353        | 93,82        | 3 395       | 95,37       |
| Votes blancs             | Votes blancs             | Votes blancs             | Votes blancs             | 138          | 3,86         | 105         | 2,95        |
| Votes nuls               | Votes nuls               | Votes nuls               | Votes nuls               | 83           | 2,32         | 60          | 1,69        |
| Total                    | Total                    | Total                    | Total                    | 3 574        | 100          | 3 560       | 100         |
| Abstention               | Abstention               | Abstention               | Abstention               | 10 780       | 75,10        | 10 798      | 75,21       |
| Inscrits / participation | Inscrits / participation | Inscrits / participation | Inscrits / participation | 14 354       | 24,90        | 14 358      | 24,79       |

### Canton de Thoiry
| Candidats                | Candidats                | Partis                   | Nuance                   | Premier tour | Premier tour | Second tour | Second tour |
| Candidats                | Candidats                | Partis                   | Nuance                   | Voix         | %            | Voix        | %           |
| ------------------------ | ------------------------ | ------------------------ | ------------------------ | ------------ | ------------ | ----------- | ----------- |
|                          | Muriel Benier            | LR                       | UCD                      | 2 387        | 57,44        | 2 842       | 68,10       |
|                          | Michel Brulhart          | LR                       | UCD                      | 2 387        | 57,44        | 2 842       | 68,10       |
|                          | Valérie Loubet           | DVG                      | UGE                      | 1 240        | 29,84        | 1 331       | 31,90       |
|                          | Gilles Ravache           | PCF                      | UGE                      | 1 240        | 29,84        | 1 331       | 31,90       |
|                          | Michelle Besseau         | RN                       | RN                       | 529          | 12,73        |             |             |
|                          | Laurent Chanut           | RN                       | RN                       | 529          | 12,73        |             |             |
|                          |                          |                          |                          |              |              |             |             |
| Suffrages exprimés       | Suffrages exprimés       | Suffrages exprimés       | Suffrages exprimés       | 4 156        | 96,03        | 4 173       | 95,45       |
| Votes blancs             | Votes blancs             | Votes blancs             | Votes blancs             | 112          | 2,59         | 135         | 3,09        |
| Votes nuls               | Votes nuls               | Votes nuls               | Votes nuls               | 60           | 1,39         | 64          | 1,46        |
| Total                    | Total                    | Total                    | Total                    | 4 328        | 100          | 4 372       | 100         |
| Abstention               | Abstention               | Abstention               | Abstention               | 10 842       | 71,47        | 10 806      | 71,20       |
| Inscrits / participation | Inscrits / participation | Inscrits / participation | Inscrits / participation | 15 170       | 27,40        | 15 178      | 28,80       |

### Canton de Trévoux
| Candidats                | Candidats                | Partis                   | Nuance                   | Premier tour | Premier tour | Second tour | Second tour |
| Candidats                | Candidats                | Partis                   | Nuance                   | Voix         | %            | Voix        | %           |
| ------------------------ | ------------------------ | ------------------------ | ------------------------ | ------------ | ------------ | ----------- | ----------- |
|                          | Nathalie Barde           | UDI                      | UCD                      | 2 502        | 35,48        | 4 520       | 64,12       |
|                          | Marc Péchoux             | LR                       | UCD                      | 2 502        | 35,48        | 4 520       | 64,12       |
|                          | Patrick Charrondiere     | EÉLV                     | UGE                      | 1 770        | 25,10        | 2 529       | 35,88       |
|                          | Marjolaine Pella         | DVG                      | UGE                      | 1 770        | 25,10        | 2 529       | 35,88       |
|                          | Olivier Eyraud           | RN                       | RN                       | 1 491        | 21,14        |             |             |
|                          | Danielle Simon           | RN                       | RN                       | 1 491        | 21,14        |             |             |
|                          | Myriam Cachat            | DVC                      | UC                       | 1 289        | 18,28        |             |             |
|                          | Mickaël Giraud           | DVC                      | UC                       | 1 289        | 18,28        |             |             |
|                          |                          |                          |                          |              |              |             |             |
| Suffrages exprimés       | Suffrages exprimés       | Suffrages exprimés       | Suffrages exprimés       | 7 052        | 97,78        | 7 049       | 95,21       |
| Votes blancs             | Votes blancs             | Votes blancs             | Votes blancs             | 110          | 1,53         | 242         | 3,27        |
| Votes nuls               | Votes nuls               | Votes nuls               | Votes nuls               | 50           | 0,69         | 113         | 1,53        |
| Total                    | Total                    | Total                    | Total                    | 7 212        | 100          | 7 404       | 100         |
| Abstention               | Abstention               | Abstention               | Abstention               | 16 360       | 69,40        | 16 167      | 68,59       |
| Inscrits / participation | Inscrits / participation | Inscrits / participation | Inscrits / participation | 23 572       | 29,92        | 23 571      | 31,41       |

### Canton de Valserhône
| Candidats                | Candidats                | Partis                   | Nuance                   | Premier tour | Premier tour | Second tour | Second tour |
| Candidats                | Candidats                | Partis                   | Nuance                   | Voix         | %            | Voix        | %           |
| ------------------------ | ------------------------ | ------------------------ | ------------------------ | ------------ | ------------ | ----------- | ----------- |
|                          | Guy Larmanjat            | DVG                      | DVG                      | 2 467        | 69,51        | 2 516       | 71,66       |
|                          | Anne-Laure Olliet        | DVG                      | DVG                      | 2 467        | 69,51        | 2 516       | 71,66       |
|                          | Marie-Noëlle Ancian      | LR                       | LR                       | 541          | 15,24        | 546         | 15,55       |
|                          | Benjamin Vibert          | LR                       | LR                       | 541          | 15,24        | 546         | 15,55       |
|                          | François Brisson         | RN                       | RN                       | 541          | 15,24        | 449         | 12,79       |
|                          | Maria Soares             | RN                       | RN                       | 541          | 15,24        | 449         | 12,79       |
|                          |                          |                          |                          |              |              |             |             |
| Suffrages exprimés       | Suffrages exprimés       | Suffrages exprimés       | Suffrages exprimés       | 3 549        | 97,88        | 3 511       | 98,29       |
| Votes blancs             | Votes blancs             | Votes blancs             | Votes blancs             | 50           | 1,38         | 42          | 1,18        |
| Votes nuls               | Votes nuls               | Votes nuls               | Votes nuls               | 27           | 0,74         | 19          | 0,53        |
| Total                    | Total                    | Total                    | Total                    | 3 626        | 100          | 3 572       | 100         |
| Abstention               | Abstention               | Abstention               | Abstention               | 9 082        | 71,47        | 9 143       | 71,91       |
| Inscrits / participation | Inscrits / participation | Inscrits / participation | Inscrits / participation | 12 708       | 27,93        | 12 715      | 28,09       |

### Canton de Villars-les-Dombes
| Candidats                | Candidats                | Partis                   | Nuance                   | Premier tour | Premier tour | Second tour | Second tour |
| Candidats                | Candidats                | Partis                   | Nuance                   | Voix         | %            | Voix        | %           |
| ------------------------ | ------------------------ | ------------------------ | ------------------------ | ------------ | ------------ | ----------- | ----------- |
|                          | Alexandrine Butillon     | UDI                      | UCD                      | 2 323        | 31,43        | 5 144       | 68,95       |
|                          | Henri Cormorèche         | UDI                      | UCD                      | 2 323        | 31,43        | 5 144       | 68,95       |
|                          | Clarisse Cathaud         | RN                       | RN                       | 1 928        | 26,09        | 2 316       | 31,05       |
|                          | Maxime Chaussat          | RN                       | RN                       | 1 928        | 26,09        | 2 316       | 31,05       |
|                          | Isabelle Dubois          | LR                       | UD                       | 1 711        | 23,15        |             |             |
|                          | David Pommier            | LR                       | UD                       | 1 711        | 23,15        |             |             |
|                          | Corine Fontan-Dubourg    | DVG                      | DVG                      | 1 428        | 19,32        |             |             |
|                          | Jacques Lienhardt        | DVG                      | DVG                      | 1 428        | 19,32        |             |             |
|                          |                          |                          |                          |              |              |             |             |
| Suffrages exprimés       | Suffrages exprimés       | Suffrages exprimés       | Suffrages exprimés       | 7 390        | 95,39        | 7 460       | 92,72       |
| Votes blancs             | Votes blancs             | Votes blancs             | Votes blancs             | 288          | 3,72         | 457         | 5,68        |
| Votes nuls               | Votes nuls               | Votes nuls               | Votes nuls               | 69           | 0,89         | 129         | 1,60        |
| Total                    | Total                    | Total                    | Total                    | 7 747        | 100          | 8 046       | 100         |
| Abstention               | Abstention               | Abstention               | Abstention               | 16 876       | 68,54        | 16 589      | 67,34       |
| Inscrits / participation | Inscrits / participation | Inscrits / participation | Inscrits / participation | 24 623       | 30,01        | 24 635      | 32,66       |

### Canton de Vonnas
| Candidats                | Candidats                | Partis                   | Nuance                   | Premier tour | Premier tour | Second tour | Second tour |
| Candidats                | Candidats                | Partis                   | Nuance                   | Voix         | %            | Voix        | %           |
| ------------------------ | ------------------------ | ------------------------ | ------------------------ | ------------ | ------------ | ----------- | ----------- |
|                          | Christophe Greffet       | PS                       | UG                       | 3 046        | 57,17        | 3 666       | 67,93       |
|                          | Mireille Louis           | PS                       | UG                       | 3 046        | 57,17        | 3 666       | 67,93       |
|                          | Karine Paret             | DVD                      | UCD                      | 1 252        | 23,50        | 1 731       | 32,07       |
|                          | Étienne Robin            | UDI                      | UCD                      | 1 252        | 23,50        | 1 731       | 32,07       |
|                          | Dominique Sillaume       | RN                       | RN                       | 1 030        | 19,33        |             |             |
|                          | Régis Thoraval           | RN                       | RN                       | 1 030        | 19,33        |             |             |
|                          |                          |                          |                          |              |              |             |             |
| Suffrages exprimés       | Suffrages exprimés       | Suffrages exprimés       | Suffrages exprimés       | 5 328        | 97,49        | 5 397       | 95,30       |
| Votes blancs             | Votes blancs             | Votes blancs             | Votes blancs             | 87           | 1,59         | 186         | 3,28        |
| Votes nuls               | Votes nuls               | Votes nuls               | Votes nuls               | 50           | 0,91         | 80          | 1,41        |
| Total                    | Total                    | Total                    | Total                    | 5 465        | 100          | 5 663       | 100         |
| Abstention               | Abstention               | Abstention               | Abstention               | 11 671       | 68,11        | 11 475      | 66,96       |
| Inscrits / participation | Inscrits / participation | Inscrits / participation | Inscrits / participation | 17 136       | 31,09        | 17 138      | 33,04       |